# Sân bay Andulo
Sân bay Andulo (IATA: ANL) là một sân bay ở đô thị Andulo, tỉnh Bié, Angola.